# Ernő Dániel

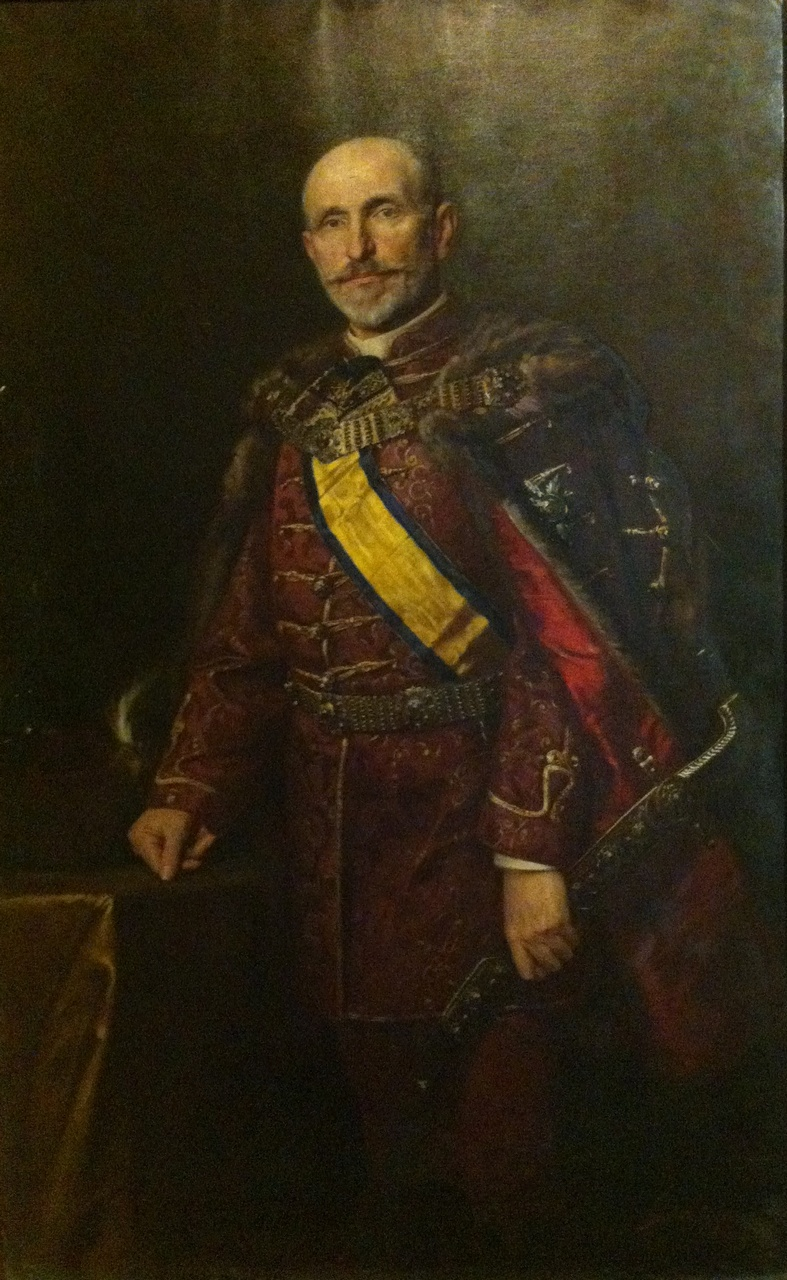
Ernő Dániel, um 1898

Ernő (Ernst) Dániel von Szamosújvárnémeti, seit 1896 Baron Dániel von Szamosújvárnémeti (* 3. Mai 1843 in Elemér, Komitat Torontál; † 24. Juli 1923 in Balatonfüred, Komitat Zala) war ein ungarischer Politiker und Handelsminister.

## Leben
Ernő Dániel wurde in Elemér (heute Elemir, Serbien) in eine ungarische Adelsfamilie mit armenischen Wurzeln geboren. Er studierte Jura in Budapest und wurde 1865 Unternotar des Komitats Torontál. 1870 wurde er als Mitglied der Deák-Partei für den Wahlkreis Bégaszentgyörgy Abgeordneter im ungarischen Reichstag. Ab 1875 war er Mitglied der Liberalen Partei und wurde für den Wahlkreis Nagybecskerek Abgeordneter. 1881 erhielt er die Erlaubnis für den Ausbau der Bahnstrecke Nagykikinda-Nagybecskerek und wurde Vorsitzender der Gesellschaft. Am 15. Dezember 1895 wurde er von König Franz Joseph I. zum Handelsminister ernannt. Die Arbeiten zur Regulierung der Donau am Eisernen Tor, die bereits unter Gábor Baross begonnen hatten, wurden unter Dániels Amtszeit fertiggestellt. Für seine Verdienste bei der Organisation der Budapester Millenniumsausstellung 1896 wurde er vom König in den Rang eines Barons erhoben und zum Mitglied des Magnatenhauses auf Lebenszeit ernannt. Nach Rücktritt Dezső Bánffys als Ministerpräsident legte auch er 1899 sein Amt nieder und erhielt den Orden der Eisernen Krone I. Klasse.